# Běžecký pás
Běžecký pás je fitness zařízení určené pro chůzi, jogging nebo běh na místě. Skládá se z pohyblivého pásu, který simuluje běžecký povrch, a ovládacího panelu pro nastavení rychlosti, sklonu a dalších parametrů tréninku. Běžecké pásy jsou běžně využívány v posilovnách, rehabilitačních centrech i v domácnostech. Existují mechanické (bezmotorové) a motorové verze. První běžecké pásy byly využívány již v 19. století k trestání vězňů, moderní fitness varianty se objevily ve 20. století a staly se populární především díky jednoduchosti a pohodlí tréninku bez ohledu na počasí.